# Miguel Fuentes Azpiroz
Miguel Ángel Fuentes Azpiroz (San Sebastián, 6 agosto 1964) è un ex calciatore e dirigente sportivo spagnolo, di ruolo difensore.

## Carriera
Giocò dal 1987 al 2001 nella Real Sociedad, e fu presidente del club dal 30 giugno 2005 al 2 giugno 2007.

## Palmarès

### Club

#### Competizioni nazionali
- Tercera División: 1

Eibar: 1985-1986